# Brončano doba u kontinentalnoj Hrvatskoj
Brončano doba u kontinentalnoj Hrvatskoj obilježava vinkovačka kultura koja nastavlja tradiciju vučedolske. Inače, u cijeloj Hrvatskoj, ovaj slabo poznati period je zastupljen brončanim fibulama koje zamjenjuju predmete poput igala i puceta. U to vrijeme razrađen je poseban geometrijski stil urezanih ornamenata, koji posebno dolazi do izražaja na oružju, ukrasnim pločama, plosnatim ogrlicama i fibulama. 

### Rano brončano doba
Rano brončano doba na tlu današnje Hrvatske u početku se još uvijek snažno oslanja na eneolitičke tradicije u ukrašavanju keramike. Nestanak eneolitičke vučedolske kulture otvara prostor nastajanju brojnih brončanodobnih kultura. 
Područje između Save i Drave obilježit će vinkovačka kultura nastala na bazi vučedolskog supstrata, ali pod snažnim utjecajima s juga Balkana. Dio je tzv. podunavsko-balkanskog kulturnog kompleksa i pokazuje značajne sličnosti s njima u oblikovanju keramike, odabiru položaja na kojima se podižu naselja (visoke riječne terase ili brežuljci pogodni za obranu). S njima dijeli i nedostatak sklonosti prema figuralnom oblikovanju keramike. Koliko je zasada poznato, vinkovačka kultura nema razvijenu metalurgiju. Ipak, uz nositelje vinkovačke kulture se vežu neki zlatni nalazi: zlatne garniture iz Orolika kod Vinkovaca i iz okolice Zagreba, a možda i narukvica iz Bilja u Baranji koja bi mogla biti povezana s proizvodnjom zlata u Karpatskoj kotlini. Podatci o pogrebnim običajima su skromni, ali je jasno da je prisutna biritualnost - i pokapanje i spaljivanje pokojnika.
U sjevernoj hrvatskoj dijelom dolazi do prodora ljubljanske kulture nastale također na vučedolskom supstratu. Glavna novost u ukrašavanju keramike je primjena kotačića za žigosanje što neki arheolozi povezuju s mogućim utjecajem kulture zvonastih pehara. Ipak, vučedolsko će nasljeđe ostati prepoznatljivo u zonalnoj i arhitektonskoj kompoziciji pri ukrašavanju. Ljubljanska će kultura svakako obilježiti rano brončano doba na sjevernom Jadranu gdje će postojati u obliku alpskog tipa ljubljanske kulture, a pojavit će se i na području srednjeg i južnog Jadrana gdje će se razviti jadranska varijanta. Neki arheolozi negiraju postojanje jadranskog tipa ljubljanske kulture kao kulturne manifestacije i smatraju da je riječ o keramičkoj varijanti. Na to ih navodi postojanje cetinske kulture u unutrašnjosti srednje i južne Dalmacije.
Ipak, moguće je da su nositelji jedne i druge kulture slobodno penetrirali u prostor druge kulture što bi se objasnilo različitim načinima privređivanja, mogućnostima razmjene dobara iz čega proizlazi da nositelji jedne kulture nisu nositeljima druge oduzimali životni prostor. 

Cetinska kultura pokazuje veliku raznolikost u proizvodnji keramike. Zanimljiva je prisutnost velikog broja metalnih predmeta, osobito bodeža. Budući da na prostoru cetinske kulture nema metalnih sirovina, može se zaključivati o dobrim trgovinskim vezama i o početku društvenog raslojavanja pri čemu mnogi izvrsno izrađeni bodeži mogu imati status luksuznog predmeta. 

Osim što se po području rasprostranjenosti isprepliće s jadranskim tipom ljubljanske kluture, čini se da dolazi i do izraženog prostornog prepletanja s posuškom kulturom.

### Srednje brončano doba
Srednje brončano doba u sjevernoj Hrvatskoj počinje povlačenjem vinkovačke kulture na zapad, čije mjesto zauzima vatinska, koja se širi iz Srbije i Vojvodine iz čega se potom razvija slavonsko-srijemska varijanta vatinske kulture. 
S područja mađarske Panonije se širi inkrustirana keramika koja će se u hrvatskoj pojaviti u 3 osnovne grupe: južnotransdanubijskoj, Szeremle i daljsko-bjelobrdskoj. Kulture povezuje dominacija inkrustacije pri ukrašavanju keramike odnosno ispunjavanje ureza bijelom pastom (čime je došla od izražaja dekorativna kulturna komponenta) i pojava obreda spaljivanja pokojnika i polaganja pepela u urne. Daljsko-bjelobrdska kultura pokazuje izraženu sklonost prema figuralnom oblikovanju. Najpoznatiji nalazi koji o tome svjedoče su plosnati idol iz Dalja prikazan u razgrnutoj haljini i shematski prikaz kola na etažnoj žari iz Dalja. 
Već na prijelazu iz ranog u srednje brončano doba dolazi do pojave licenske keramike u sjevernoj Hrvatskoj. Tu licensku keramiku savsko - dravskog međurječja karakterizira specifičan način ukrašavanja - utiskivanje sukane vrpce ili uzice u meku, još nepečenu glinu. Ipak, neki pretpostavljaju da je i tu riječ o primjeni kotačića za žigosanje (kao u ljubljanskoj kulturi).
U Istri su u prethodnoj fazi bile naseljavanje isključivo spilje, a sad dolazi do osnivanja prvih kašteljera, kako narod Istre naziva gradine. Među najznačajnijima od tih gradina su Monkodonja kod Rovinja, Vrčin kod Vodnjana i Mordele kod Poreča. Također je zanimljiva i toloidna ili megalitska građevina Mali sv. Anđeo kod Poreča. U isto vrijeme nastaju i prve gradine na području Like.

### Kasno brončano doba
Kasno brončano doba je vrijeme jedinstvene sfere ideja i kultne simbolike – očitovana u prevladavajućem paljevinskom pokopavanju mrtvih u žari, položenih u jednostavne zemljane rake na većim grobovima – odatle i čitavom razdoblju naziv kultura polja sa žarama. Široko je rasprostranjen sunčev kult, a metalurgija bronce dosegnula je svoj vrhunac u prapovijesti Evrope. 
Kasno brončano doba je vrijeme etničke anonimnosti koja potpuno nestaje tijekom starijeg željeznog doba, kada je u nas bilo moguće etnički imenovati pojedine kulturne grupe – histarska, japodska, liburnska, možda već i panonska. Javljaju se brojne ostave. Grobovi tog vremena u Hrvatskoj su rijetki i siromašni grobnim prilozima, a ostave su glavni izvor za poznavanje duhovnog i umjetničkog stvaralaštva. One su mogle biti votivnog karaktera, kao npr. Peklenica (nađene profilirane igle golemih dimenzija); Gajina pećina (golema lučna fibula s antropomorfnim prikazom koji je vrlo rijedak u kasnobrončanodobnom repertoaru simbola).

## Poveznice
- Brončano doba
- Umjetnost prapovijesti u Hrvatskoj

## Vanjske poveznice
- Brončano doba u Hrvatskoj
- Vela Spila  Arhivirana inačica izvorne stranice od 20. rujna 2009. (Wayback Machine) Vela Luka
- Brončano doba u Istri